# Фейт, Иоганнес
Иоганнес Фейт, Йонас Фейт (нем. Johannes Veit, Jonas Veit; 2 марта 1790, Берлин — 18 января 1854 г., Рим) — немецкий живописец и график, входил в общество назарейцев. Старший брат художника Филиппа Фейта. С 1811 года жил и работал в Риме.

## Жизнь и творчество
Иоганнес Фейт (до крещения в 1810 году: Jonas Veit) был сыном банкира Симона Фейта и старшей дочери философа-экзегета Мозеса Мендельсона Доротеи Фридерике Брендель (позднее Шлегель).
После того как его родители развелись в 1799 году, Фейт сначала остался с отцом в Берлине. В 1805 году он начал обучение коммерции в Гамбурге в банке «J. & A. Mendelsson» у своих дядей Иосифа и Авраама Мендельсонов. В 1808 году Иоганнес начал изучать живопись в Дрезденской Академии искусств. Одним из его учителей был Фридрих Маттеи, который обучал и его младшего брата Филиппа. В 1810 году братья, как и их мать двумя годами ранее, обратились в католическую веру. Тогда старший брат и взял себе новое имя «Иоганнес».
В феврале 1811 года Иоганнес Фейт переехал в Рим, хотя его изначальной целью был Париж. Поводом послужили работы немецкого живописца Кристиана Готлиба Шика, который тогда жил в Риме, но до этого обучался у Жака-Луи Давида в Париже. В 1819 году Иоганнес Фейт вернулся в Берлин и в 1821 году женился на Флоре Рис. После женитьбы он, наконец, в 1822 году переехал в Рим, где тесно общался с Фридрихом Овербеком и другими художниками общества назарейцев.
Он был медлительным, кропотливым работником, предъявлявшим к собственному творчеству высокие требования, поэтому успел сделать сравнительно немного. Среди его работ выделяются «Поклонение пастухов» в соборе Святой Ядвиги в Берлине и картина «Христос перед Пилатом» в церкви Сант-Андреа-делле-Фратте в Риме.

## Галерея

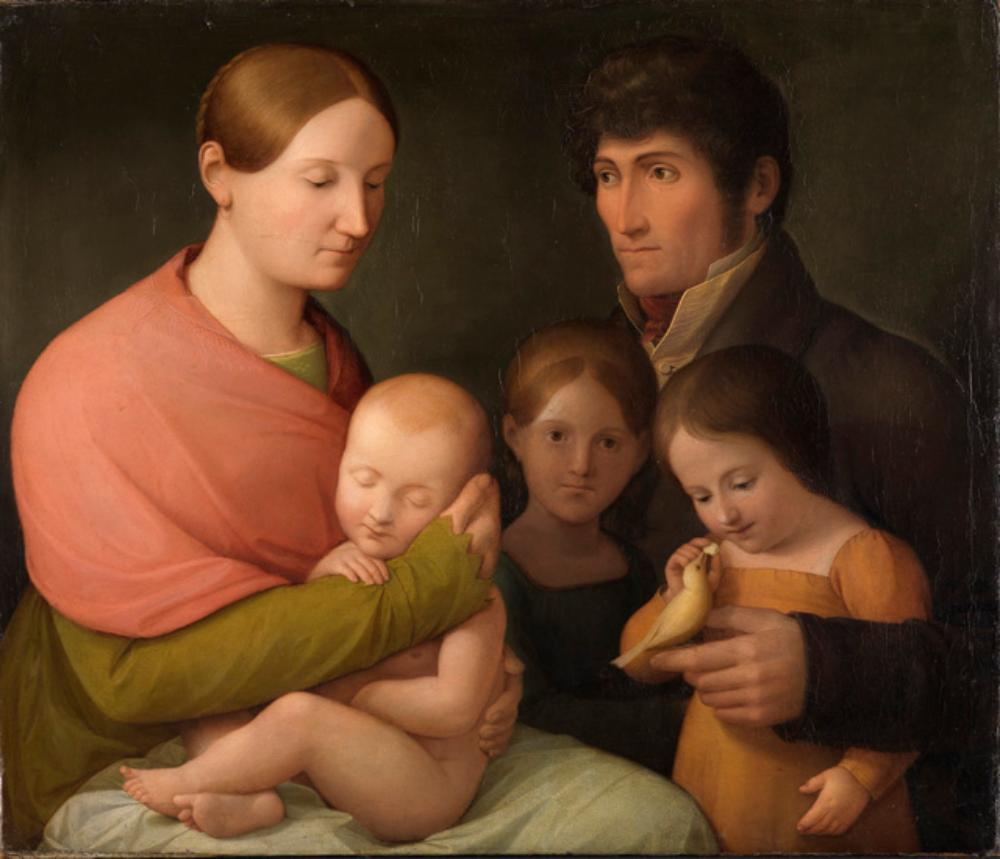
Портрет семьи Пулини. Ок. 1812. Холст, масло. Кунстхалле, Карлсруэ
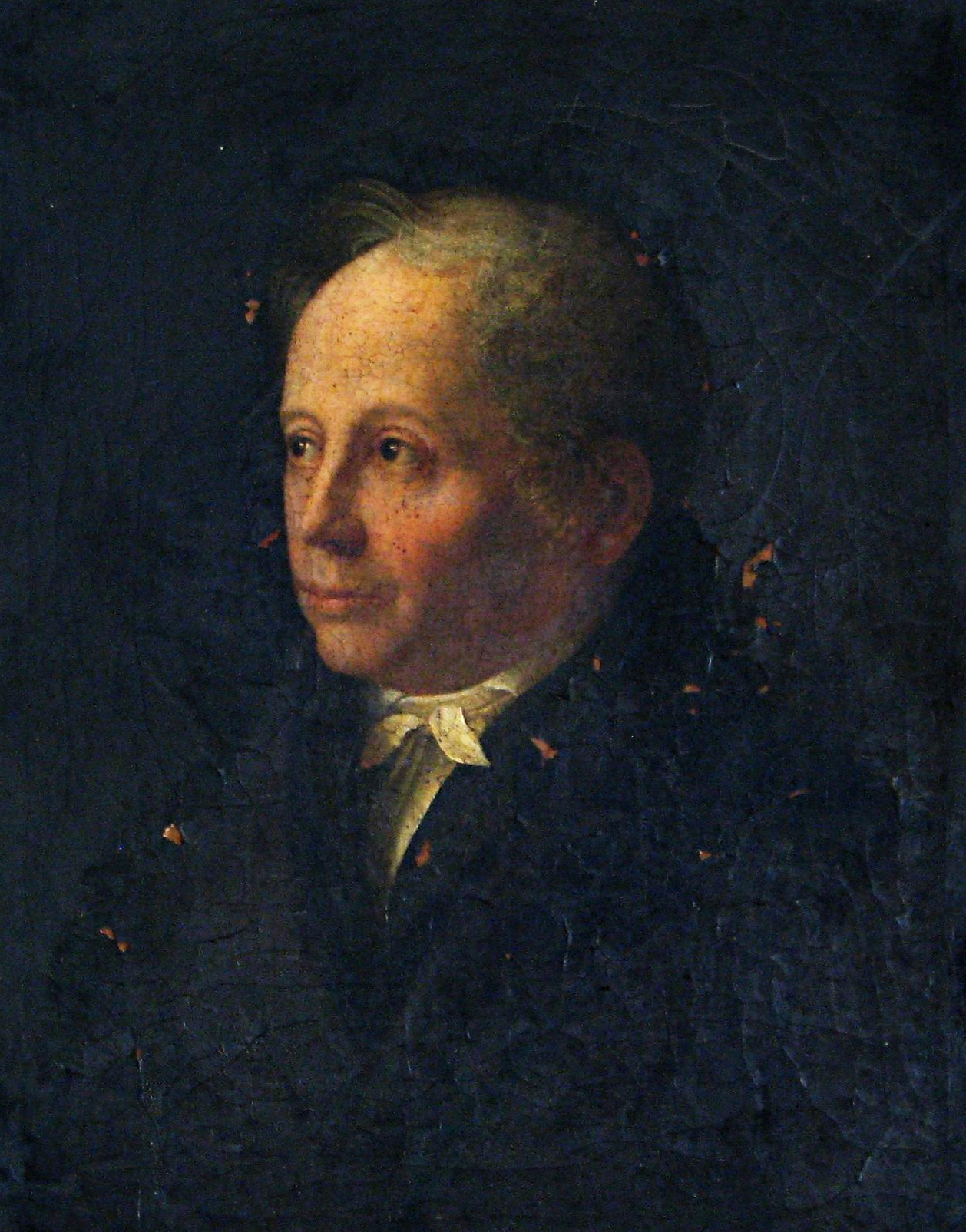
Портрет Симона Фейта. 1809–1810. Холст, масло. Иудейский музей, Берлин
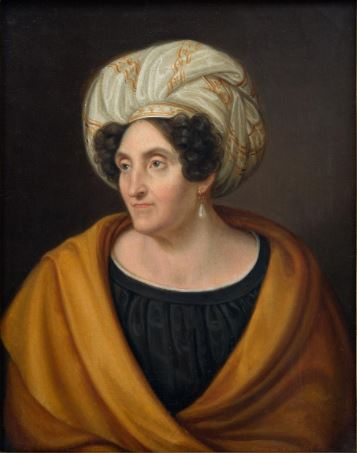
Портрет Генриетты Герц. До 1847. Холст, масло. Частное собрание
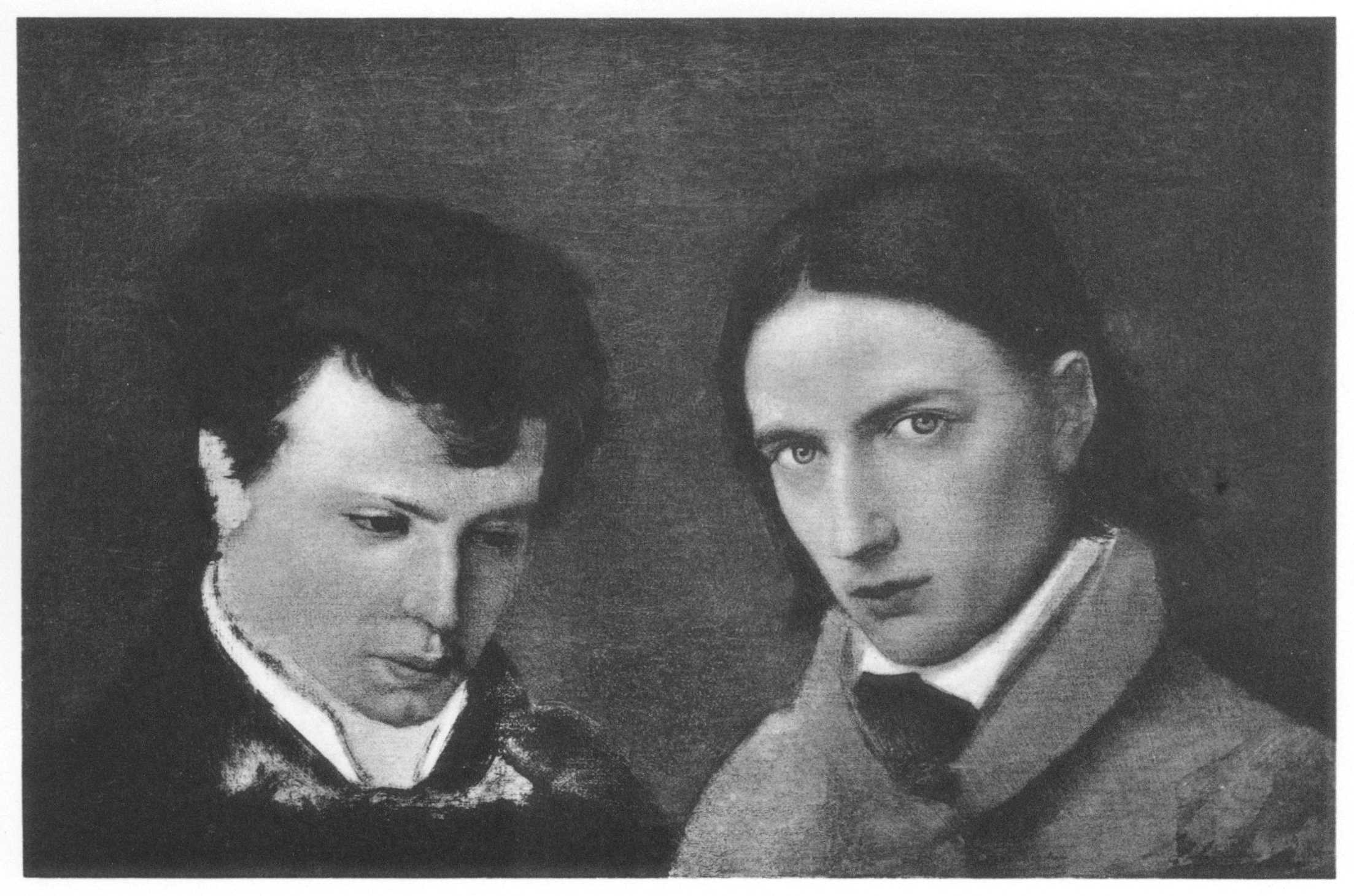
Автопортрет и портрет Фридриха Овербека. 1816. Холст, масло. Картина погибла в пожаре Стеклянного дворца в Мюнхене в 1931 году